# Галёркин, Борис Григорьевич
Бори́с Григо́рьевич Галёркин (при рождении Берка Гиршевич Галёркин; 20 февраля (4 марта) 1871, Полоцк — 12 июля 1945, Москва) — русский и советский механик и математик (наиболее известный своими результатами в области теории упругости); академик АН СССР (1935; член-корреспондент с 1928 года), инженер-генерал-лейтенант (1942). Лауреат Сталинской премии первой степени.

## Биография
Родился в еврейской ремесленной семье (родители — Гирш-Шлейма Зорахович и Перл-Бася Шевелевна Галёркины). В 1885 году окончил начальную еврейскую школу в Полоцке. Уже с 12 лет подрабатывал перепиской бумаг в Сиротском суде (вероятно, в ту пору у него и выработался изящный мелкий почерк).
Курс гимназии сдал экстерном в Минске в 1893 году в возрасте 22 лет. В том же году поступил в Санкт-Петербургский практический технологический институт. Во время учёбы в институте подрабатывал частными уроками по математике и древнееврейскому языку. Как и многие другие студенты-технологи, он оказался вовлечённым в политическую жизнь, вошёл в социал-демократический кружок. В год окончания института (1899) вступил в РСДРП.
В 1899 году окончил Петербургский технологический институт и начал работать на Харьковском заводе Русского паровозостроительного и механического общества. В 1903 году он — инженер на строящейся линии Восточно-Китайской железной дороги, через полгода — заведующий техотделом Северного механического и котельного завода в Санкт-Петербурге. Жил в Усачёвом переулке, № 4.
В 1906 году Б. Г. Галёркин стал членом Петербургского Комитета РСДРП и профессиональным революционером (нигде не служит). В 1906 году был арестован и 13 марта 1907 года за участие в революционном движении осуждён на 1,5 года заключения. Группе осуждённых вменялось в вину участие в «обсуждении воззвания к изменению существующего государственного строя и народовластию». В заключении написал первую свою научную работу «Теория продольного изгиба и применение её к расчету конструкций» (опубликовано в 1909 году).
С 1909 года преподавал в Петербургском политехническом институте. В 1920 году Галёркин был избран заведующим кафедрой строительной механики на механическом факультете Петроградского политехнического института. В 1924—1929 годах преподавал также в ЛГУ.
Галёркин старался не вспоминать о своём революционном прошлом, а став деканом инженерно-строительного факультета Ленинградского технологического института, он сумел нейтрализовать излишне «революционных» студенческих представителей, направляемых профсоюзным и партийным комитетами института.
В 1934 году получил две учёные степени: доктора технических наук и доктора математики, а также звание Заслуженного деятеля науки и техники РСФСР.
Консультировал проектирование и строительство крупных гидроэлектростанций (Волховская ГЭС, Днепрогэс и других) и теплоэлектростанций в СССР. По завершении строительства ДнепроГЭС (1932) Б. Г. Галёркин — член Правительственной комиссии по его приёмке. В 1936 году он был назначен председателем комиссии по экспертизе проекта конструкции Дворца Советов в Москве.
Один из создателей и первый директор Института механики АН СССР (1939). Главный редактор журнала «Прикладная математика и механика».
В 1939 году возглавил кафедру строительной механики Военного инженерно-технического университета в Ленинграде, получил звание инженер-генерал-лейтенанта (1942).
Участвовал в обороне Ленинграда. Летом 1941 года, с началом Великой Отечественной войны, была создана Комиссия по руководству строительством оборонительных сооружений Ленинграда. В её составе оказалось несколько академиков и крупных учёных, но имел непосредственное отношение к строительству только один Б. Г. Галёркин, по существу ставший руководителем Комиссии.
Борис Галёркин разработал методы решения дифференциальных уравнений теории упругости: его именем назван метод конечных элементов математического анализа, применяемый для численного и аналитического решения дифференциальных уравнений в частных производных.
Один из создателей теории изгиба пластинок.
Методы Галёркина включают в себя:
- собственно метод Галёркина, или метод Бубнова — Галёркина,
- метод Петрова — Галёркина.

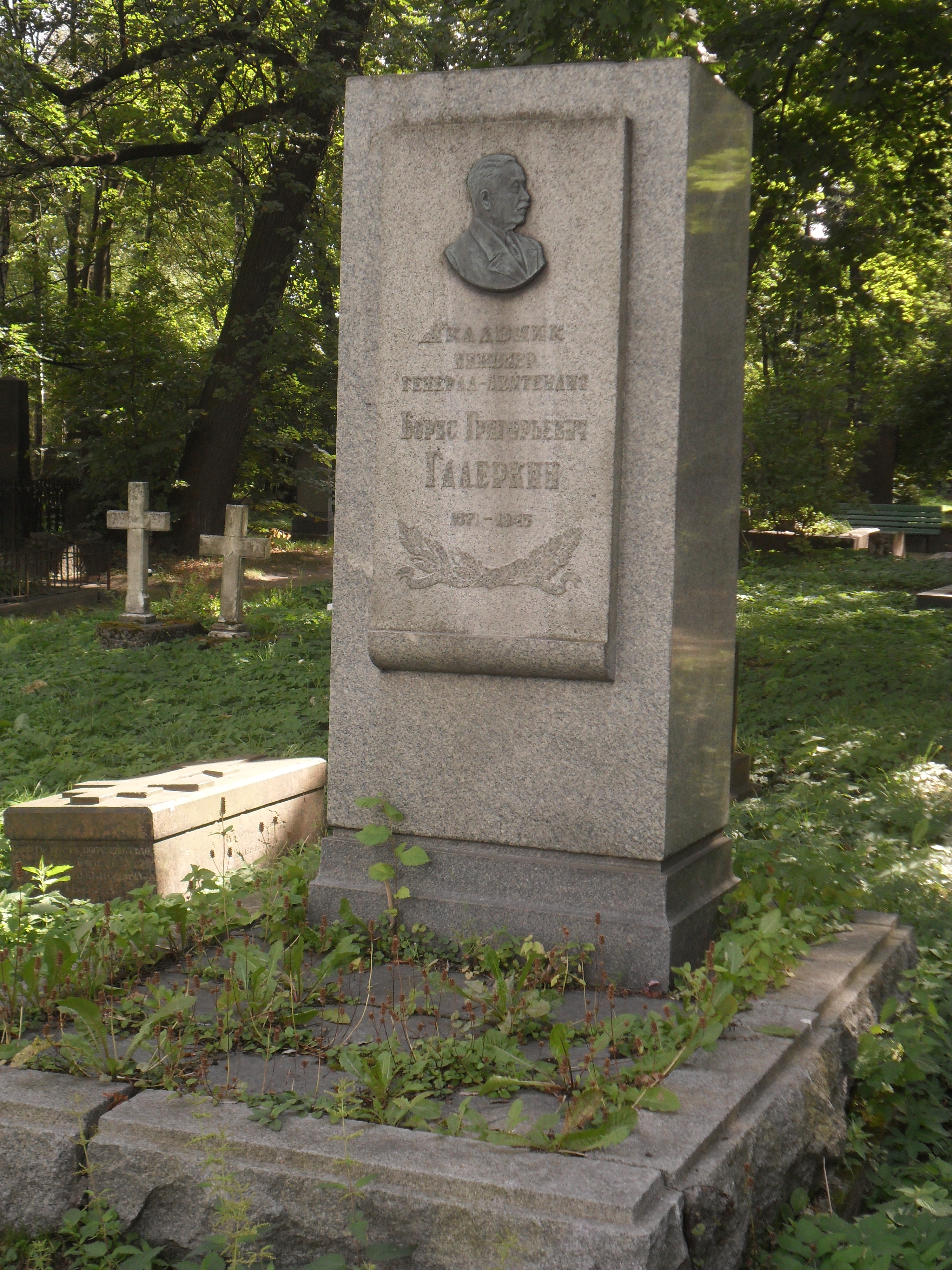
Могила Б. Г. Галёркина на Литераторских мостках в Санкт-Петербурге.

Умер 12 июля 1945 года в Москве. Похоронен на Литераторских Мостках, академический участок Волковского Православного кладбища Санкт-Петербурга. Его жена Ревекка Гавриловна Галёркина (урождённая Трейвас, 1889—1955), врач, похоронена рядом с мужем. Надгробие (скульптор Г. Ф. Ветютнев) создано в 1947 году.

## Воинские звания
- Коринженер — 21.04.1940[15]
- Инженер-генерал-лейтенант — 13.12.1942[16]

## Награды и премии
- Орден Ленина (7 марта 1941) — за выдающиеся научные работы в области строительной механики и теории упругости, в связи с 70-летием со дня рождения
- Орден Ленина (10 июня 1945)
- медали
- Сталинская премия I степени (10 апреля 1942) — за общеизвестные исследования по теории упругого равновесия цилиндрических оболочек, завершающиеся работой «Напряжения и перемещения в круговом цилиндрическом трубопроводе», опубликованной в 1941 году
- Заслуженный деятель науки и техники РСФСР

## Адреса в Санкт-Петербурге — Петрограде — Ленинграде
- 1910—1911 — Лермонтовский проспект, 23;[17]

## Память
- На доме по адресу Захарьевская улица, 20 в 1974 году была установлена мемориальная доска (скульптор А. Г. Афонина, архитекторы П. И. Афонин, Е. П. Кузьмин)[18].
- Постановлением президиума всесоюзного научного инженерно-технического общества строителей учреждена премия имени академика Б. Г. Галёркина за лучшую работу по строительной механике.

## Высказывания
Большой научно-исследовательский институт — институт, выполняющий большой объём работы малым числом сотрудников.